# Герб Кошиць
Герб Кошиць — офіційний геральдичний символ словацького міста Кошиць, відомий з 1369 року.
Кошиці (нині в Словаччині — колишня частина Угорського королівства, Касса — угорською, Кассовія — латинською) було першим містом в Європі, яке отримало власний герб. Його надав король Людовик I Угорський у замку Діосгер біля сучасного Мішкольца в 1369 році. До 1502 року він отримав лише чотири геральдичні ордени від чотирьох монархів. Вживаний сьогодні герб не змінювався з 1502 року.
На оригінальному гербі були лише червоні та срібні смуги та три флер-де-ліз на блакитному тлі.
Чотири червоні смуги на гербі Кошиць походять від середньовічного герба угорської династії Арпад. Три золоті флер-де-ліс на блакитному полі відносяться до Капетіанського дому династії Анжу, а срібний орел — до династії Ягеллонів.
Статуя ангела з міським гербом (словац. Anjel s erbom mesta Košice, Socha anjela s erbom mesta Košice) (робота словацького скульптора Арпада Рачко) була урочисто відкрита в грудні 2002 року на Головній вулиці.